# Палеокастро (дем Полигирос)
Вижте пояснителната страница за други населени места с името Палеокастро.
Палеокастро или Каяджик (на гръцки: Παλαιόκαστρο или Παλιόκαστρο, катаревуса Παλαιόκαστρον, Палеокастрон, до 1927 Καγιατζίκ, Каядзик) е село в Егейска Македония, Гърция, част от дем Полигирос в административна област Централна Македония.

## География
Палеокастро е разположено в центъра на Халкидическия полуостров в западната част на планината Холомонда. На 2 km североизточно от него е разположено новото селище Диаставроси Палеокастру.

## История
Църквата „Света Параскева“ е метох на Ватопедския манастир. Църквата „Свети Атанасий“ в Каяджик е от XIX век. Александър Синве ("Les Grecs de l’Empire Ottoman. Etude Statistique et Ethnographique"), който се основава на гръцки данни, в 1878 година пише, че в Кайчики (Kaïtchiki), Ардамерска епархия, живеят 340 гърци. Към 1900 година според статистиката на Васил Кънчов („Македония. Етнография и статистика“) в Каяджик живеят 225 жители гърци християни.
По данни на секретаря на Българската екзархия Димитър Мишев („La Macédoine et sa Population Chrétienne“) в 1905 година в Кияджик (Kiyadjik) има 170 гърци.
В 1912 година, по време на Балканската война, в Каяджик влизат гръцки части и след Междусъюзническата война в 1913 година остава в Гърция. В 1927 година селото е прекръстено на Палеокастро, в превод стара крепост.